# Patrimonio culturale
Il patrimonio culturale è l'insieme di beni culturali e paesaggistici, che costituiscono la ricchezza di un luogo e della relativa popolazione, e che hanno un particolare interesse a livello artistico, storico, bibliografico, etno-antropologico o archivistico. 

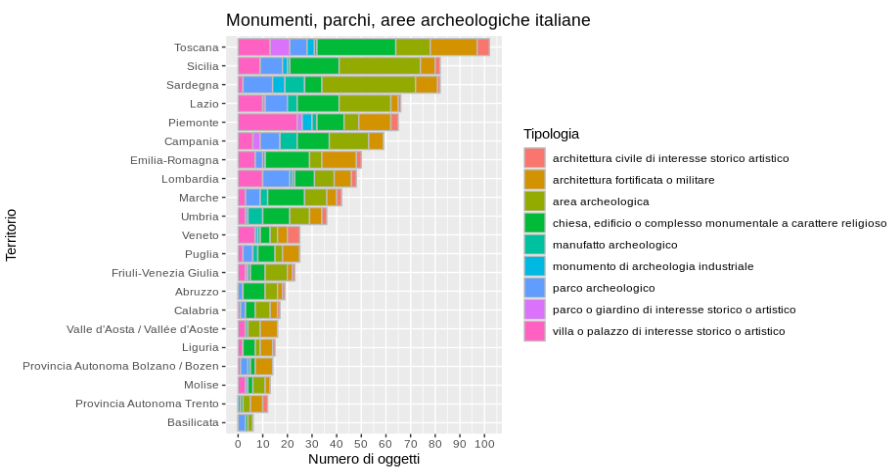
Monumenti, parchi e aree archeologiche italiane da dati ISTAT.

## Descrizione
La definizione di patrimonio culturale è piuttosto recente ed è il punto di approdo terminologico, sebbene non del tutto esauriente, di un lungo e laborioso cammino di carattere giuridico-legislativo. Il luogo di cui costituiscono ricchezza può essere un paese, una città, una nazione o qualunque settore territoriale giuridicamente circoscritto (o anche un soggetto a cui il patrimonio fa capo, come un ente privato, un'accademia, un ente pubblico, un museo, ecc.) pur restando in ogni caso destinati alla fruizione collettiva (questi beni sono di interesse pubblico appunto perché tutti devono poter godere della visione del patrimonio e del sapere ad esso legato).
Con il sostantivo "patrimonio" la definizione allude al valore economico attribuito ai beni che lo compongono, proprio in ragione della loro artisticità e storicità. Il termine patrimonio indica, altresì, l'esistenza di una normativa che riguardi l'insieme delle cose di valore: i cosiddetti beni culturali.

### I beni culturali
I beni culturali sono quel sistema di cose che fanno il patrimonio, sul piano culturale come su quello economico. Si tratta di un valore monetario complesso, suscettibile di oscillazioni estreme e sottoposto ad infinite variabili. Una società che definisce i suoi oggetti d'arte e li protegge giuridicamente nell'esercizio della tutela, opera una selezione che mira al riconoscimento del pregio storico ed estetico di tali oggetti che compongono il patrimonio della collettività. 
Il patrimonio culturale è una realtà dinamica, poiché si tratta di un insieme aperto, non definitivo, ma in perenne ampliamento: di esso vengono a far parte ritrovamenti e acquisizioni continui di dati e materiali (la ricerca nei campi della storia dell'arte e dell'architettura, dell'archeologia, della documentazione archivistica e bibliografica e delle storie sociali non si interrompe mai), nonché sperimentazioni artistiche ed espressive dei nostri tempi o dei tempi appena trascorsi. La commissione di studio Franceschini, intorno al 1964, ha dato una definizione di “beni culturali” valida ancora oggi: beni culturali come testimonianza materiale avente valore di civiltà.
Testimonianza, dunque, di civiltà, storia e cultura (sono da ricordare i beni d'interesse storico-artistico, i monumenti, i beni archeologici, archivistici, librari e paesistico-ambientali), opere artistiche prodotte dall'uomo, quindi che, in forza di un valore artistico riconosciuto, appartengono alla cultura e alla collettività, ne sono testimonianza storica e oggetto di educazione estetica, e sono per questo, oggetto di valorizzazione e di tutela.
I beni che entrano a far parte del patrimonio culturale esprimono dei valori irriproducibili e irripetibili della società di cui sono emanazione (sono degli “unicum”, non ve ne sono repliche, né esiste un altro bene che corrisponda, in ogni suo aspetto, ai caratteri formali, estetici e simbolici di esso), hanno forti connotati estetici ed espressivi e gli si riconosce un valore economico, quindi redditività. I beni possono essere mobili (trasportabili) o immobili (definitivamente ancorati al luogo per il quale sono stati costruiti). Si individuano nei beni mobili i dipinti, le suppellettili e qualunque opera sia svincolata (o svincolabile) dal contesto che la accoglie.

### La tipologia dei beni (legge Bottai)
Nella recente legislazione in materia di beni culturali, i principali e più generali tipi di beni sono (secondo le dispositive della legge Bottai n.1089/1939):
1. Beni artistici e storici: tutte le opere e i monumenti, mobili e immobili, che hanno un riconosciuto pregio artistico o una particolare rilevanza storica;
2. Beni architettonici: tutti gli edifici, gli insiemi architettonici e i monumenti: beni immobili, dunque, cui sia riconosciuta l'artisticità o la pregnanza storica;
3. Beni archeologici: i beni e le testimonianze mobili o immobili del passato antico, portati alla luce attraverso lo scavo tecnico o non ancora rinvenuti, ma la cui presenza è accertata in un dato luogo;
4. Centri storici. Un insieme urbanistico ed edilizio che non ha mai visto interrotta la sua viabilità abitativa e la sua funzione urbana, né ha mai subito quel processo di ampliamento esterno alle mura antiche che ne avrebbe alterato la veduta.
5. Beni librari e biblioteche: questi beni sono solitamente custoditi tra le mura di biblioteche, che raccolgono i libri, custodendone l'integrità e li rendono accessibili al pubblico. Le biblioteche possono essere statali o dipendenti da enti locali, da enti morali, da monasteri o appartenenti a privati.
6. Beni archivistici: questi beni includono sia documenti, che archivi, ossia quelle istruzioni pubbliche destinate alla conservazione di atti e documenti pubblici e privati che sono di competenza statale.
7. Beni museali. I musei sono delle importanti istituzioni, atti ad ospitare ed esporre una serie di beni mobili, che sono custoditi, catalogati ed esibiti al pubblico (i musei possono essere pubblici o privati).

### Beni ambientali

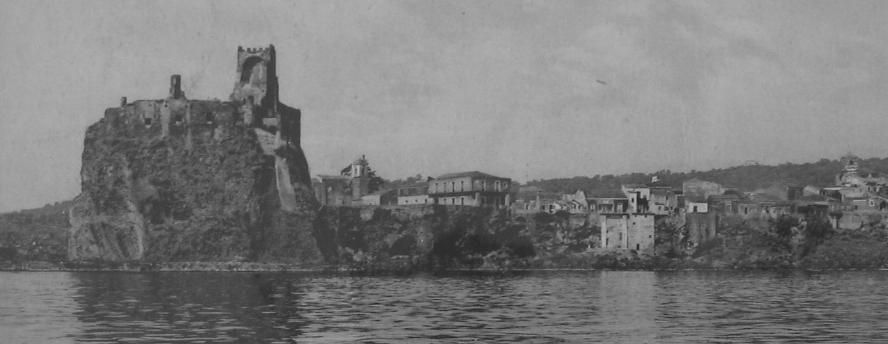
Il castello di Aci, che si trova ad Aci Castello (CT), è un esempio di bene culturale.

Fanno parte del patrimonio culturale di un paese, sono riconosciuti come zone corografiche, ossia rappresentative di una determinata regione, che costituiscono paesaggi naturali o trasformati ad opera dell'uomo (quelle zone in cui siano presenti strutture insediative urbane che, per il loro pregio, offrono testimonianza di civiltà). Esistono due principali tipi di beni ambientali:
- le bellezze individue, ossia quelle che conservano una non comune pregevolezza intrinseca spontanea (parchi, grotte, baie naturali, ecc.)
- le bellezze d'insieme, cioè le forme naturali o gli edifici che vanno protetti, in quanto parte integrante di un complesso unitario di particolare valore.

## L'esercizio della tutela e la catalogazione dei beni

### La tutela dei beni
Non è possibile tutelare ciò che non si conosce.
In una scuola l'elenco degli iscritti rende possibile la suddivisione in classi, e l'insegnante, scorrendo per la prima volta nel registro il numero e i nomi degli allievi, comincia un po' a conoscerli. Una serie di nomi, in una collettività, già racconta molto di sé e consente di avviare un piano di lavoro: che sia didattico, formativo, promozionale, rivelativo e diagnostico, o che sia specificamente indirizzato alla salvaguardia del patrimonio culturale. Un elenco di “cose”, “mobili o immobili” è alla base di qualunque iniziativa di protezione.
Già nel tardo Medioevo si inventariavano i tesori custoditi nelle chiese; nel Rinascimento i pontefici insistevano sulla compilazione di elenchi di materiali mobili per arginare la dispersione di antichità e per controllare i passaggi di proprietà di statue e dipinti.
L'esigenza di tutela del patrimonio, dunque, è sempre accompagnata da iniziative di censimento: nel 1773 “il consiglio dei Dieci” incaricò l'erudito Anton Maria Zanetti di stendere una lista di tutte le opere pittoriche custodite nella città di Venezia, prevedendo anche all'ufficializzazione degli elenchi, da consegnarsi ai vari amministratori di tali beni. A partire dall'editto Pacca del 1820 la registrazione scritta dei beni diviene obbligatoria.

### La catalogazione dei beni
Cosa significa "catalogare"? Molti termini sono affini: schedare, inventariare, censire e creare una base dati. Ma la catalogazione oggi è convenzionalmente riconosciuta come tale, è l'insieme di queste operazioni accompagnata da un'analisi storico-estetica. Una campagna di schedatura e di catalogazione, quindi, è strettamente connessa con i principi di protezione del patrimonio. L'esame degli inventari delle collezioni, che fossero private, pubbliche, appartenenti alle chiese o ad altri enti, ha permesso di documentare la storia delle raccolte e dei singoli pezzi. Queste indispensabili classificazioni, ormai quasi interamente pubblicate e consultabili da studenti e studiosi, non seguono canoni o modelli fissi: in alcuni le rilevazioni sono doviziose e ricche di indicazioni descrittive, tecniche e sull'autore; in altre capita che il compilatore sia avaro di informazioni, o si lasci andare a giudizi estetici o ad attribuzioni di paternità che disorientano chi fa ricerca.
Nella Legge Bottai del 1939, si invocava la necessità di “elenchi descrittivi” per i beni pubblici e privati, da aggiornarsi sistematicamente, egli li reputava un mezzo agevole di verifica del patrimonio esistente, da utilizzare a fini amministrativi. La catalogazione implica un'individuazione ed un riconoscimento del valore storico o artistico dei beni.